# 123-я отдельная гвардейская мотострелковая бригада
123-я отдельная гвардейская мотострелковая ордена Доблести бригада имени Героя Советского Союза Климента Ворошилова (123 омсбр, в/ч 40463) — тактическое соединение Сухопутных войск Российской Федерации, ранее 2-я штурмовая бригада Народной милиции Луганской Народной Республики.

## История
Бригада сформирована 1 ноября 2014 года в самопровозглашённой Луганской Народной Республике на базе отрядов Армии Юго- Востока. Глава ЛНР Игорь Плотницкий лично передал боевое знамя полковнику и командиру 2 отдельной бригады Олегу Турнову.
5 мая 2016 года Глава Луганской Народной Республики присвоил бригаде почётное наименование «имени Героя Советского Союза Климента Ворошилова».
1 января 2023 года бригада вошла в состав Вооружённых сил России с номером 123.

## Отличившиеся военнослужащие
- Гвардии полковник Иванов, Денис Евгеньевич (посмертно) - командир бригады.